# Distretto di Jivia
Il distretto di Jivia è un distretto del Perù nella provincia di Lauricocha (regione di Huánuco) con 2.488 abitanti al censimento 2007, dei quali 405 censiti in territorio urbano e 2.083 in territorio rurale.
È stato istituito il 6 settembre 1920.